# Un labirint de stele
Un labirint de stele (titlu original A Maze of Stars) (1991) este un roman science fiction al scriitorului britanic John Brunner.

## Cadrul acțiunii
În romanul de față, Brunner prezintă un proiect ambițios al omenirii viitorului, ajunsă la un stadiu de stagnare: construirea unei nave gigantice care să transporte oameni în Brațul Stelar. Călătorii urmează să devină coloniștii numeroaselor planete locuibile existente acolo, în încercarea de a trezi din nou în oameni progresul, prin punerea lor în fața greutăților unei lumi noi, fără a avea însă capacitatea de a pune bazele unui război mondial. Acest ultim aspect amintește de ideea care stă la baza seriei Întoarcerea acasă a lui Orson Scott Card. Rolul Navei este de a reveni periodic pe traseul inițial pentru a constata modul în care au reușit aceștia să se adapteze și să creeze societăți viabile, ea rămânând în legendele descendenților coloniștilor ca o entitate cu statut oarecum divin, similar celui întâlnit în trilogia Pandora a lui Frank Herbert și Bill Ransom. Vizitele Navei nu urmează un timp liniar, ci se face în salturi la diferite momente din istoria viitoare a coloniilor, uneori implicând un salt în viitor urmat de o călătorie în trecut. Nava crede că acest lucru se datorează unei defecțiuni, dar finalul romanului dezvăluie că procesul are loc, la dorința supra-conștiinței ei, realizată pe baza conștiințelor celor care au proiectat-o și care doresc să urmărească desfășurarea experimentelor înepute de ei în Brațul Stelar la diferite momente ale istoriei lor..
Tema îi permite scriitorului să exploreze modul în care omenirea se poate adapta unor habitate diferite, întocmai cum o făcuse anterior în cele trei nuvele adunate în volumul Victimele novei, în care supraviețuitorii cataclismului de pe planeta Zarathustra s-au răspândit prin univers, încercând să terraformeze diferite planete. De data aceasta, accentul este pus pe transformarea coloniștilor pentru a se adapta la provocările mediului. Majoritatea coloniilor care au reușit să creeze soicietăți cu șanse de supraviețuire se bazează pe crearea unor bariere biologice care să împiedice efectele nocive ale virusurilor locale, ale căror efecte se văd în transformarea într-un fel de copaci a locuitorilor de pe Trevithra sau degenerarea în forma unor creaturi respingătoare, cu articulații osificate și cu o durată scurtă de viață de pe o altă planetă.
Pentru a supraviețui, unele societăți au apelat la completa izolare fizică față de ceilalți membri ai comunității, în unele cazuri distrugând ecosistemul local și devenind astfel victima propriei nesăbuințe, cum este cazul coloniștilor de pe Zemprad, condamnați la exticnție. Alte comunități au ajuns să se teamă de zborul cosmic ca prezentând un risc crescut de contact cu boli necunoscute (cum e cazul planetei Yellick), în timp ce altele au apelat la mijloace mai eficiente. Uneori acestea au afectat umanitatea coloniștilor, cum a fost cazul pe Klepsit, o planetă în care anumiți membrii ai comunității erau sacrificați intenționat pentru a se observa efectele virusurilor necunoscute, permițându-se astfel crearea unor bariere biologice eficiente. În cazul altor planete s-a încercat axarea pe beneficiile cunoașterii, cum este cazul planetei Shreng - în care totul este coordonat de academii și universități care pun studiul pe primul plan, a planetei Sumbala - care face comerț interstelar cu cât mai multe lumi și a transformat reflexele și legăturile instinctuale din corp în contracte cu organele interne, sau a Lumii Voalate - care a pus la punct un plan strict de dezvoltare în viitor, de la care nu se abate indiferent de situație și care exportă tehnologie cerând la schimb informații.
Printre alte direcții urmate se numără comuniunea realizată prin transferul conștiinței în fauna locală așa cum s-a întâmplat pe idilica lume fără nume, sau opusul acesteia, în cazul unei entități planetare care subjugă trupurile coloniștilor și le face nemuritoare, prețul fiind acela al pierderii totale a conștiinței. Alteori a avut loc o închidere în canoanele unei religii opresive și concentrarea eforturilor științifice pe crearea unor animale cu o utilitate crescută, cum s-au petrecut lucrurile pe Ekatila, sau populațiile au căzut pradă intereselor personale ale unui grup dictatorial.

## Intriga
Pe Trevithra, societatea este foarte strictă în ceea ce privește vizitele cosmice, din cauza unei epidemii care decimează populația și împotriva căreia nu se găsește leac. Constatând că o fată pe nume Stripe a luat alimente posibil contaminate de pe o navă nou sosită, localnicii îi ucid familia și încearcă să o linșeze. Fata este salvată de Navă care o aduce la bordul ei, purtând-o prin spațiu pe lângă planete pe care colonizarea decurge mult mai greu decât pe Trevithra.
În cele din urmă fata decide să coboare pe Klepsit, ai cărei coloniști își sacrifică tovarășii pentru a descoperi noi metode de a neutraliza virusurile, cu prețul pierderii sentimentelor. Stripe este afectată de un virus local, dar Nava ia la bord un bătrând pe nume Volar, condamnat la moarte pentru că a lăsat sentimentele față de fiul său mort să afecteze un proiect important.
Volar asistă și el la eșecurile de pe alte lumi colonizate de foștii membri de la bordul Navei și decide să coboare pe Shreng, o planetă care a dezvoltat o structură academică excepțională, menită să păstreze învățăturile, să ajute la educarea populației și la progres. El este descoperit de doi asitenți, Annica și Menlee, care îl prezintă decanului How. Dornic de a avea puterea cu orice preț, How încearcă să îl folosească pe Volar pentru interesele proprii, sacrificându-i pe cei doi asistenți, dar aceștia sunt salvați de Navă și purtați mai departe pe drumul ei.
Pe Yellick, Nava și cei doi pasageri dau peste urmele civilizației sumbalane, care zboară prin spațiu și trăiește din comerțul interstelar. Unul dintre oamenii de afaceri de pe Yellick vrea să construiască nave care să le concureze pe ale sumbalanilor, dar se lovește de teama localnicilor față de bolile aduse din spațiu, iar întreprinderea sa este sabotată în cele din urmă chiar de unul dintre oamenii săi. Tot sumbalanii sunt cei care influențează și viața de pe Ekatila, a cărei populație s-a închis într-o formă de religie care s-a îndepărtat de țelul ințial al coloniștilor în contact cu o entitate locală. Sumbalanii încearcă să îi trezească la realitate pe localnici și îl salvează din mijlocul lor pe Usko, un tânăr care intuiește adevărul din spatele religiei opresive.
După ce vizitează o lume idilică, în care coliniștii au ales să își transfere conțtiința în organismele locale și asistă la momentul în care sporii nocivi de pe Ekatila încep infestarea Sumbalei- eveniment ale cărui efecte urmează să devină vizibile peste decenii - cei doi călători îi cer Navei să îi ducă pe Lumea Voalată, cea care le pune nave la dispoziție sumbalanilor în schimbul informațiilor. Aici, cei doi sunt înlocuiți cu Oach, un tânăr condamnat la lichidare pentru că nu se adaptează unei societăți deterministe.
Alături de el, Nava călătorește pe Zemprad, o planetă pe care locuitorii s-au condamnat singuri la extincție, precum și pe o planetă pe care oamenii au pierdut tot ce definește un om, devenind sclavii unei entități locale. După ce termină vizitarea tuturor planetelor Brațului Stelar, ea își reia călătoria pronind de la prima planetă, Trevithra.

### Capitolele cărții
| - 1 - Trevithra - 2 - Nava - 3 - Klepsit - 4 - Nava - 5 - Shreng - 6 - Nava - 7 - Yellick - 8 - Nava - 9 - Ekatila | - 10 - Nava - 11 - O lume fără nume - 12 - Sumbala - 13 - Nava - 14 - Lumea Voalată - 15 - Nava - 16 - Zemprad - 17 - Nava - 18 - Perfectul |

## Lista personajelor
- Nava - un vehicul spațial uriaș, a cărui misiune este de a popula planetele locuibile din Brațul Stelar și de a supraveghea dezvoltarea acelor societăți

### Trevithra
- Stripe – fată a cărei familie este măcelărită de semenii ei; călătorește cu Nava până pe Klepsit, unde devine victima unor viruși locali
- Donzig - fratele mai mic al lui Stripe, ucis de locuitorii din Clayre, orașul-astroport al planetei Trevithra
- Bolus - doctor
- Rencho - ajutor de controlor clasa a III-a, partener de afaceri cu Stripe

### Klepsit
- Volar – bătrân a cărui reacție emoțională cauzată de moartea propriului fiu pune în pericol un proiect, călătorește cu Nava până pe Shreng
- Su – colega de proiect a lui Volar
- Sandinole – conducătorul Consiliului de pe Klepsit
- Henella – membră a Consiliului
- Ygrath - monitor

### Shreng
- Menlee Ashiru – asistent medical în Universitatea din Inshar de pe Shreng, care îl găsește pe Volar
- Annica Slore – colegă și iubită a lui Menlee
- Faruz How – decanul Universității din Inshar
- Haitan Vashco - medic șef al astroportului
- Lerrin și Wheck - Custozi ai Siguranței Publice

### Yellick
- 'Jark Holdernesh – conducătorul companiei Holdernesh Group de pe Yellick care susține zborul cosmic
- Lula Wegg – angajată a lui Jark
- Sers Vanganury – instructor principal și conducător al colegiului din Rynakev, Yellick
- Porch - inspector de poliție
- Cyreen Gorl și Plon - jurnaliști

### Ekatila
- Usko - tânăr care pune la îndoială credințele religioase de pe planeta sa, ajungând să plece în spațiu alături de sumbalani
- Yekko - preot
- Lempi - sora lui Usko, dornică să păstreze tradițiile cu orice preț
- Osashima - mama lui Usko și a lui Lempi, conducătoarea Casei Ishapago

### Sumbala
- Prara - tânără care vizitează Ekatila și îl salvează pe Usko de uneltirile surorii lui
- Kraka - tatăl biologic al Prarei
- Sohay - ambasador sumbalan
- Ezar - fratele lui Sohay
- Hesker - pădurar care a refuzat să își realizeze contractele cu organele interne, încercând să trăiască într-un mod cât mai apropiat de strămoșii săi umani
- Adeen - soția lui Hesker
- Dya și Coth - copiii lui Hesker și ai Adeenei

### Lumea Voalată
- Oach - tânăr depanator, condamnat la lichidare din cauza incapacității sale de a se adapta la rigorile societății
- Pey - mama lui Oach
- Yep - proiectant de sistem de propulsie stelară

### Zemprad
- Parly - biolog
- Halleth - ultima descendentă a coloniștilor de pe Zemprad

## Traduceri în limba română
- 1999 - Un labirint de stele, Ed. Lucman, Colecția SF nr. 2, traducere Constantin Dumitru-Palcus,  336 pag., ISBN 973-9439-17-9[2]